# لويد جونز (كاتب)
لويد جونز (بالإنجليزية: Lloyd Jones)‏ هو كاتب بريطاني، ولد في 1951.